# Possum Bourne
Pour les articles homonymes, voir Bourne.
Peter Georges Raymond "Possum" Bourne était un pilote de rallye néo-zélandais né le 13 avril 1956 dans le Waikato et mort accidentellement le 30 avril 2003 à Dunedin.

## Biographie
Peter Bourne est né dans le nord du Waikato en Nouvelle-Zélande. Très tôt il immigre à proximité du Pukekoke dans la banlieue d'Auckland. Vers 12 ans il découvre le sport automobile grâce à son père garagiste. Il décide de travailler dans l'automobile et devient mécanicien dans la concession Austin de la ville. 
Sa vocation de pilote est née par hasard un soir de 1973 : alors qu'il rentre du lycée il est victime d'un accident incongru. En effet, alors qu'il engage sa voiture pour rentrer chez lui, il cherche à éviter un opossum qui se trouve en pleine voie et percute un banc avec la voiture familiale. À peine impressionné il rentre chez lui normalement. Sa mère Peggy l'appellera désormais Possum. 
En 1979, il participe à son premier rallye, où il impressionne les autres concurrents par son talent naturel. Il termine 3e déjà accompagné par son légendaire copilote Rodger Freeth. Il commence dès 1980 à écumer les pistes du championnat de Nouvelle-Zélande de rallye — il remportera 7 titres de champion. Mais il intéresse davantage au mondial où il débute en 1981 sur une Mazda lors de son rallye national. 
Il marque ses premiers points avec une 5e place en 1983, date à laquelle il obtient le soutien de Subaru Nouvelle-Zélande. Il restera pilote Prodrive pendant près de dix ans. En pur spécialiste chaque année on assiste à un exploit de Bourne dans les rallyes de l'hémisphère sud. Ainsi en 1990 il finit 4e en Nouvelle-Zélande et 5e en Australie. Durant cette période, il écrase les championnats d'Australie et en Nouvelle-Zélande se forgeant la réputation de meilleur pilote de rallye de l'hémisphère austral. 
En 1993, il intègre au team Subaru officiel et écrase le Championnat australien des Rallyes (Australian Rally Championship, ou ARC). En passe de réaliser une performance en menant après la première étape du Rallye d'Australie, il est malheureusement victime d'un terrible accident. Sa Subaru lancée à pleine vitesse (environ 220 km/h) percute une rangée d'arbres et fait plusieurs tonneaux avant de prendre feu. Malgré la violence du choc sur le côté droit, Possum Bourne s'en tire indemne. Mais son copilote Rodger Freeth git inconscient à ses côtés. Freeth est évacué en hélicoptère vers l'hôpital de Perth dans un état désespéré et ne survit pas. 

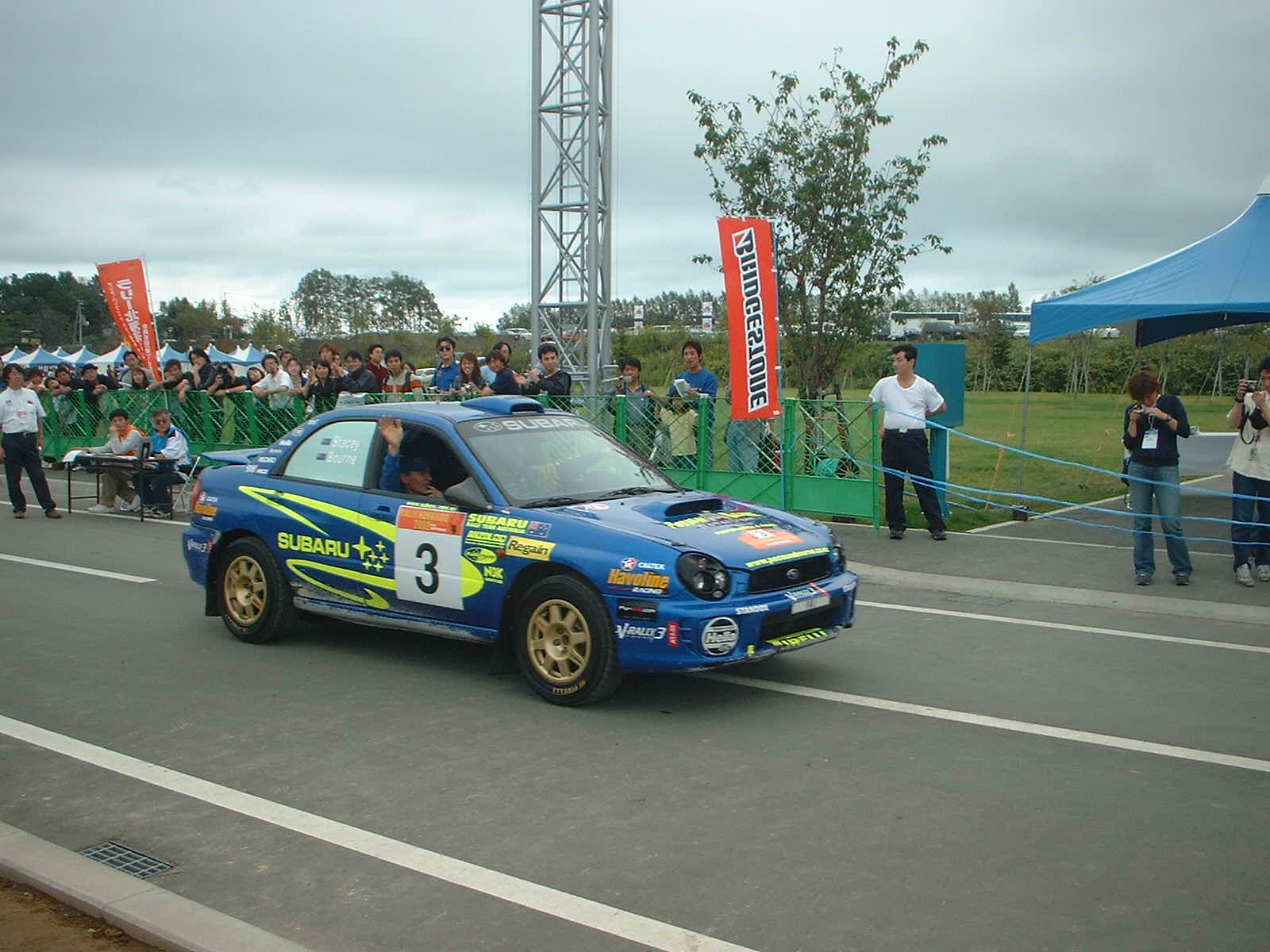
Voiture de Possum Bourne au Rallye d'Hokkaidō 2002

La suite de la carrière de Bourne est marquée par de nombreux titres dans les championnats ARC et nationaux. Il apparaît toujours dans les manches australienne et néo-zélandaise mais ne réussit pas à retrouver son niveau de 1993 en mondial. Il pilote en compagnie de Tony Sircombe puis de Craig Vincent qui le suivra jusqu'à sa mort puis qu'il sera témoin direct de l'accident. En 2003 après avoir remporté un 7e titre néo-zélandais, il est de nouveau convoquer par Subaru pour participer au championnat PWRC. Il sera épaulé par Marc Stacey copilote expérimenté en mondial. La première manche du championnat se passe comme il le souhaite 4e sur le Rallye de Suède mais chez lui il est contraint à l'abandon sur casse moteur.
Le 18 avril 2003, alors qu'il participe à une course de côte, la Queenstone Cardona Valley, un 4x4 piloté par Mike Barltrop surgi en face de la Subaru fait une embardée que Bourne ne peut éviter. Il percute la Jeep avec une grande violence. Le choc se passe côté conducteur. Si son copilote n'a rien, Bourne est blessé à la tête et coincé dans la carcasse de sa voiture. Il est évacué vers l'hôpital de Dunedin dans un coma profond. La semaine suivante, lors de la course, les pilotes de l'écurie de Bourne affichent un message de soutien à leur patron. Mais son état s'aggrave et force sa femme Peggy et les médecins à le débrancher après avoir constaté qu'il n'y a plus rien à faire pour lui. Possum Bourne meurt le 30 avril 2003.
Le conducteur de l'autre véhicule sera condamné par la justice à 300 heures de travaux d’intérêt général dans les hôpitaux et à 10 000 $ d'amende pour mise en danger de la vie d'autrui.
Bourne laisse une écurie qui a remporté plusieurs championnat ARC, et surtout une femme Peggy et trois enfants Taylor, Spencer et Jazzlin.
Le rallye de Nouvelle-Zélande a été renommé Memorial Possum Bourne en 2004.

### Palmarès
- 7 titres de Champion d'Australie des rallyes consécutifs (ARC - 1996, 1997, 1998, 1999, 2000, 2001 et 2002);
- 3 titres de  Champion d'Asie-Pacifique des rallyes (APRC - 1993, 1994 et 2000);
- 1 titre de Champion de Nouvelle-Zélande des rallyes (1991);
- 1 titre de Champion d'Australie des rallyes Groupe N (1992);
- Meilleurs résultats en WRC (hors groupe N): 3e du rallye de Nouvelle-Zélande en 1987, 4e du rallye d'Australie en 1990 et 1994, et en spéciale leader de la première étape du Rallye d'Australie en 1993.

## Victoires notables
- Ashley Forest Rally Sprint : 1989, 1991 et 2000 (Rallye des Fôrêts - Australie)
- Rallye d'Indonésie : 1993
- Rallye de Chine : 2000
- Course de côte de Queenstown : 2002
- Rallye d'Hokkaido : 2002
- Rallye de Nouvelle-Zélande 2002 (WRC) : vainqueur du Groupe N